# Fiona Apple
Pour les articles homonymes, voir Apple (homonymie).
Fiona Apple, née Fiona Apple Maggart le 13 septembre 1977 à New York, est une auteure-compositrice-interprète et pianiste américaine.

## Biographie
Fiona Apple grandit à Harlem. Elle est la fille de la chanteuse Diane McAfee et de l'acteur Brandon Maggart (en). Elle connaît une enfance délicate : assez tôt, on pense déceler chez elle des tendances antisociales ainsi que des troubles obsessionnels compulsifs, de dépression et d'anxiété. À l'âge de 12 ans, elle est victime d'un viol  et suit une psychothérapie en conséquence.
Compositrice dès l'âge de 7 ans, elle tente d'entrer dans le secondaire à Los Angeles[réf. nécessaire] où elle enregistre une première démonstration de ses talents. Cette cassette arrive sur le bureau d'une maison de disques par l'intermédiaire de sa baby-sitter, une amie de la famille. En 1996, elle enregistre ainsi son premier album Tidal qui connaît un grand succès, tant du côté du public que des critiques, notamment avec son titre phare : Criminal. Le disque est aujourd'hui triple disque de platine (plus de quatre millions d'exemplaires vendus).
La personnalité de Fiona Apple a suscité plusieurs controverses. En particulier, alors qu'elle accepte la récompense de la chaîne MTV pour le meilleur clip musical de 1997 (avec Sleep to dream [Dormir pour rêver]), elle appelle son public à ne pas céder au charme de la célébrité. Elle déclare considérer la chaîne et l'industrie musicale comme « [a] world of bullshit [un monde de conneries] », et a cité Maya Angelou : « Go with yourself », ce que l'on pourrait traduire sommairement par « Suivez votre propre chemin / Faites-vous confiance ». Si ses commentaires sont accueillis avec sourire et applaudissements lors de la cérémonie de remise des récompenses, ils sont ensuite vivement critiqués, certains les considérant comme hypocrites. Fiona Apple ne s'en est d'ailleurs pas excusée, considérant que « si elle avait quelque chose à dire, elle le dirait ».
Elle est également végétarienne et encourage les actions de la PETA (People for the Ethical Treatment of Animals). En 1997, elle enregistre un message pour cette association, exprimant sa crainte vis-à-vis du sort des dindes de Thanksgiving. En référence à une ligne téléphonique dédiée au conseil pour la cuisine de cet animal, elle déclare : « Il n'y a aucune bonne façon de tuer et de cuisiner ces magnifiques oiseaux », puis « des millions de personnes apprennent que le végétarisme est le meilleur choix pour leur santé, la Terre et les animaux ».
Pendant sa relation avec le réalisateur Paul Thomas Anderson, Fiona Apple écrit et enregistre en 1999 son second album au titre à rallonge : When the Pawn Hits the Conflicts He Thinks Like a King / What He Knows Throws the Blows When He Goes to the Fight / And He'll Win the Whole Thing 'Fore He Enters the Ring / There's No Body to Batter When Your Mind is Your Might / So When You Go Solo, You Hold Your Own Hand / And Remember That Depth is the Greatest of Heights / And if You Know Where You Stand, Then You Know Where to Land / And if You Fall It Won't Matter, Cuz You'll Know That You're Right que l'on raccourcit généralement en When the Pawn... (en). Une partie de la presse le décrie immédiatement. La première critique de Spin Magazine publie simplement le titre assorti de la remarque « Oups, à présent, nous n'avons plus de place pour la critique : une étoile ». Dans cet album, Fiona Apple utilise des paroles plus percutantes et expérimente de nouvelles boucles rythmiques ainsi qu'une grande présence d'orgues et de claviers. Cependant, le disque se vend relativement bien (disque de platine aux États-Unis). Plusieurs singles sortent (Fast as You Can, Paper Bag et Limp) mais la diffusion en radio est rare. Les textes sont également difficiles d'accès, Fiona Apple utilisant quantité de termes archaïques ou inusités. Cependant, les fans de la chanteuse considèrent que cela fait partie de la personnalité de la chanteuse et de son intérêt.

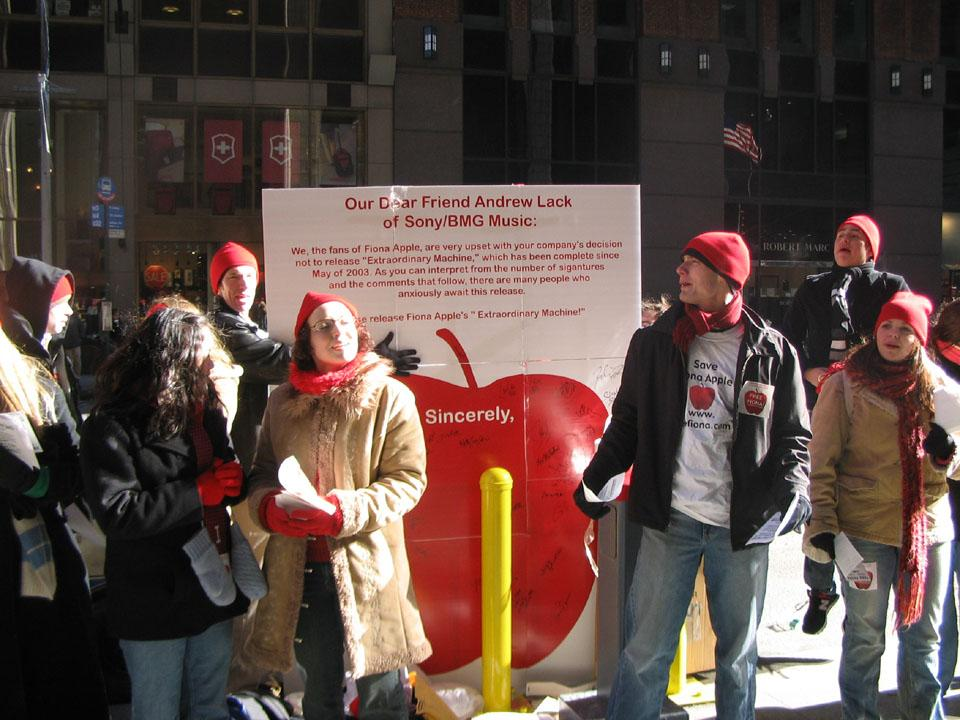
Manifestation de fans devant le siège de Sony BMG, en janvier 2005.

Son troisième album, Extraordinary Machine (en), terminé depuis 2002, devait sortir en septembre 2003. Cependant, la maison de disques Sony Music refuse longtemps de le sortir, arguant qu'il ne contient aucun titre commercialement viable. L'album est cependant divulgué rapidement sur Internet et diffusé sur quelques radios américaines.
Les fans de Fiona Apple lancent également une campagne intitulée « Free Fiona » en envoyant des objets à Epic, le label de l'artiste avec une note demandant la mise en vente du CD. Une petite manifestation a même lieu à cet effet devant le siège d'Epic à New York le 28 janvier 2005. Finalement, la maison de disques Sony/Epic sort l'album le 4 octobre 2005, remixé par Mike Elizondo et Brian Kehew, producteurs hip-hop et de techno. Seules deux des chansons produites par Jon Brion (le producteur original) sont retenues par Sony/Epic.
La sortie de l'album est l'occasion pour elle d'effectuer un passage en Europe, avec notamment une date aux Folies Bergère à Paris en avril 2006.
Après cinq ans de silence, elle sort le 15 juin 2012 l'album The Idler Wheel is wiser than the Driver of the Screw and Whipping Cords will serve you more than Ropes will ever do, raccourci The Idler Wheel... (en) et produit par Charley Drayton, le batteur qui l'accompagnait sur sa précédente tournée. L'été 2012, elle repart sur les routes en Amérique du Nord, après avoir présenté des extraits de ses derniers titres au festival South by Southwest au printemps 2012.
En 2014, elle chante a cappella la chanson du générique de la série américaine The Affair.
Le 17 avril 2020, elle sort l'album Fetch the Bolt Cutters, produit par Amy Aileen Wood et elle-même. L'album reçoit un accueil extrêmement chaleureux de la part de la critique, recevant notamment un 10/10 de la part de Pitchfork.
Le 7 mai 2025, elle sort le single Pretrial (Let Her Go Home), une chanson engagée pour les femmes mises en prison avant jugement et ayant des enfants. Une campagne de dons accompagne le morceau.

### Vie privée
Fiona Apple est végétalienne.

## Influences
Fiona Apple vit désormais sur la côte Ouest des États-Unis, après avoir longtemps vécu à New York. Elle se produit régulièrement au club Largo at the Coronet à Los Angeles, où le producteur de ses derniers opus Jon Brion donne un concert tous les mois. Elle a été influencée par des artistes tels que Billie Holiday, Bob Dylan ou Kate Bush.

## Discographie

### Clips
| Année | Titre                                                                                                  | Réalisateur          |
| ----- | --- | -------------------- |
| 1996  | Shadowboxer                                                                                            | Jim Gable            |
| 1997  | The First Taste (diffusé uniquement en France)                                                         | Dewey Nicks          |
| 1997  | Sleep to Dream                                                                                         | Stéphane Sednaoui    |
| 1997  | Criminal                                                                                               | Mark Romanek         |
| 1997  | Never Is a Promise                                                                                     | Stéphane Sednaoui    |
| 1998  | Across the Universe (BO du film Pleasantville ; clip incluant des plans du film réalisé par Gary Ross) | Paul Thomas Anderson |
| 1999  | Fast as You Can                                                                                        | Paul Thomas Anderson |
| 2000  | Limp                                                                                                   | Paul Thomas Anderson |
| 2000  | Paper Bag                                                                                              | Paul Thomas Anderson |
| 2005  | Parting Gift                                                                                           | Spencer Maggart      |
| 2005  | O' Sailor                                                                                              | Floria Sigismondi    |
| 2006  | Not About Love                                                                                         | Michael Blieden      |
| 2012  | Every Single Night                                                                                     | Joseph Cahill        |
| 2013  | Hot Knife                                                                                              | Paul Thomas Anderson |